# Новопокровское муниципальное образование (Саратовская область)
Новопокровское муниципальное образование — муниципальное образование со статусом сельского поселения в составе Балашовского района Саратовской области.
Административный центр — село Новопокровское.

## Административное деление
На территории поселения находятся 4 населённых пункта — 3 села, 1 посёлок.

## Населённые пункты
- село Новопокровское — административный центр;
- село Безлесное;
- село Белозерка;
- посёлок Александровский.

## Население
| 2010  | 2011  | 2012  | 2013  | 2014  | 2015  | 2016  |
| ----- | ----- | ----- | ----- | ----- | ----- | ----- |
| 1550  | ↘1549 | ↘1508 | ↘1486 | ↘1443 | ↘1432 | ↘1402 |
| 2017  | 2018  | 2019  | 2020  | 2021  | 2025  |       |
| ↘1377 | ↘1363 | ↘1350 | ↘1325 | ↘1253 | ↘1171 |       |

Главой поселения является Юрий Евгеньевич Мартынов.